# Lits kommunblock
Lits kommunblock var ett tidigare kommunblock i Jämtlands län.

## Administrativ historik
Den 1 januari 1964 grupperades Sveriges 1006 dåvarande kommuner i 282 kommunblock som en förberedelse inför kommunreformen 1971. Lits kommunblock bildades då av Lits landskommun och Hammerdals landskommun. Kommunblocket hade vid bildandet 9 120 invånare.
1967 delades kommunblocken in i A-regioner och Lits kommunblock kom då att tillhöra Östersunds a-region.
1968 överfördes Lits landskommun från Lits kommunblock till Östersunds kommunblock. Den återstående delen av kommunblocket (Hammerdals landskommun) namnändrades samtidigt till Hammerdals kommunblock.
1970 uppgick Hammerdals kommunblock i Strömsunds kommunblock.